# Yumurtatepe, Bitlis
Yumurtatepe là một xã thuộc thành phố Bitlis, tỉnh Bitlis, Thổ Nhĩ Kỳ. Dân số thời điểm năm 2011 là 538 người.